# Забруднення довкілля в процесі транспортування вуглеводнів
Забруднення довкілля в процесі транспортування вуглеводнів
До недавнього часу вважалося допустимим, що до 5 % від видобутої нафти втрачається при її зберіганні та перевезенні. З огляду на загальні обсяги видобутку, масштаби надходження нафти і нафтопродукців у навколишнє середовище вельми масштабні, не рахуючи різних катастроф з танкерами або нафтопроводами.

## Загальний опис
При витоку або пошкодженні нафтопроводів відбувається забруднення ґрунтів. Забруднення великих площ можливо при фонтануванні нафти з експлуатаційних свердловин або свердловин, що знаходяться в стані буріння. Таке забруднення ґрунтів може викликати серйозні екологічні наслідки. Встановлено, що при розливах нафта, що потрапила в ґрунт, опускається вертикально вниз під впливом сили тяжіння; одночасно відбувається її поширення вшир, проникнення в пори між частинками ґрунту.
Забруднення нафтою призводить до значних змін фізико-хімічних властивостей ґрунтів. Зокрема, внаслідок руйнування ґрунтових структур і ґрунтових частинок знижується водопроникність ґрунтів. У таких забруднених ґрунтах різко зростає співвідношення між вуглецем і азотом за рахунок вуглецю нафти. Це погіршує азотний режим ґрунтів, порушує кореневе живлення рослин. Несприятливий вплив забруднення ґрунтів нафтою через харчові ланцюги може негативно впливати і на людину.
Основна частка в забрудненні акваторій припадає на процеси, пов'язані зі зберіганням і транспортом нафти і нафтопродуктів, головним чином при транспортуванні їх танкерами, нафтоналивними баржами і іншими судами. Перш баластні води танкерів скидалися в море, що призводило до значного забруднення акваторій портів, в яких проводилася їх завантаження або розвантаження. Нині скидання баластних вод в море заборонено. З 1980 р почала діяти Міжнародна конвенція по запобіганню забрудненню моря нафтою, яка передбачає повну заборону зливу таких вод і нафтових залишків з танкерів по всій акваторії Світового океану.
Щорічно в Світовий океан з тих чи інших причин скидається від 2 до 10 млн т нафти. Аерофотозніманням із супутників зафіксовано, що вже майже 30 % поверхні океану покрито нафтовою плівкою. Джерел таких надходжень багато — це аварії танкерів і бурових платформ, скидання баластних і очисних вод, принесення забруднюючих компонентів ріками.

### Нафтове забруднення ґрунту
Нафтове забруднення створює нову екологічну обстановку, що призводить до глибокої зміни всіх ланок природних біоценозів або їх повної трансформації. Загальна особливість всіх нафтозабруднених грунтів — зміна чисельності і обмеження видової різноманітності педобіонтов (грунтової мезо — і мікрофауни і мікрофлори). Типи реакцій у різних груп педобіонтов на забруднення неоднозначні.
Відбувається масова загибель грунтової мезофауни: через три дні після аварії більшість видів грунтових тварин повністю зникає або становить не більше 1 %. Найбільш токсичними для них виявляються легкі фракції нафти.
Комплекс ґрунтових мікроорганізмів після короткочасної затримки відповідає на нафтове забруднення підвищенням чисельності та посиленням активності. Перш за все це відноситься до углеводородоокиснюючих бактерій, кількість яких різко зростає щодо незабруднених ґрунтів. Розвиваються «спеціалізовані» групи.
У процесі розкладання нафти в грунтах загальна кількість мікроорганізмів наближається до фонових значень, але чисельність нафтоокислюючих бактерій ще довгий час перевищує ті ж групи в незабруднених грунтах.
Зміна екологічної обстановки призводить до придушення фотосинтезуючої активності рослинних організмів. Перш за все це проявляється в розвитку ґрунтових водорослів: від їх часткового знищення і заміни одних груп іншими до випадання окремих груп або повної загибелі всієї альгофлори. Особливо значно гальмує розвиток водорослів сира нафта і мінеральні води.
Дихання грунтів також чутливо реагує на нафтове забруднення. У перший період, коли мікрофлора пригнічена великою кількістю УВ, інтенсивність дихання знижується, зі збільшенням чисельності мікроорганізмів інтенсивність дихання зростає.

### Нафтове забруднення підземних вод
Під забрудненням нафтопродуктами підземних водних об'єктів розуміється надходження, знаходження і поширення в підземних водах і водовмещающих породах нафтопродуктів, а також продуктів їх деструкції, в одній або декількох міграційних формах в кількостях, що перевищують природний фон або встановлений допустимий рівень.
Перші дві міграційні форми (рідкі нафтопродукти і водорозчинені вуглеводні) визначають основні масштаби вогнища і інтенсивність забруднення нафтопродуктами підземних вод. При цьому змінюється запах, смак, забарвлення, поверхневий натяг, в'язкість води, зменшується кількість кисню, з'являються шкідливі органічні речовини, вода набуває токсичних властивостей і становить загрозу не тільки для людини, але і для біоти в цілому, 12 г нафти роблять непридатною для вживання тонну води.
Найважливішою особливістю забруднення нафтопродуктами геологічного середовища є те, що навіть після ліквідації первинного джерела забруднення та відкачування рідких нафтопродуктів, залишкова насиченість вуглеводнями грунтів зони аерації і водоносних порід створюють умови тривалого забруднення підземних вод. Зазвичай вдається видалити лише менше половини загублених нафтопродуктів. Видалення залишкових нафтопродуктів з геологічного середовища триває, як показує і вітчизняна та зарубіжна практика, десятки років.

### Приклади
Прикладами найбільших екологічних катастроф, що виникли в процесі транспортування нафти, можуть бути наступні випадки. У листопаді 1971 в порту Клайпеда стався розлив понад 16 тис. т мазуту з танкера «Глобе Асімі», що негативно позначилося на екосистемі Балтійського моря. У 1978 р неподалік від французького порту Бордо затонув супермаркет «Амоко Надіс», пролилося 230 тис. сирої нафти, утворивши на поверхні води найбільшу нафтову пляму в історії судноплавства. У 1983 р недалеко від Атлантичного узбережжя загорівся і затонув танкер «Кастілло де Бельвер», в океані виявилося 250 тис. т нафти. Подібних прикладів з дещо меншими втратами вуглеводнів може бути названо багато.
Дуже гострою стає екологічна ситуація в Каспійському морі. В даний час за даними експертів за період експлуатації тільки однієї свердловини на Каспії в море потрапляє від 30 до 120 т нафти та інших нафтопродуктів. Крім того, кожна свердловина може скидати в море 150—400 т бурового шламу і 200—1000 т інших бурових відходів. Різкий стрибок обсягів нафтовидобутку на шельфі в найближчі роки може привести до колосального нафтового забруднення акваторії. Згідно з прийнятими розрахунками, на кожен мільйон тонн видобутої у світі нафти припадає в середньому 131,4 т втрат. Експерти відзначають, що для Каспійського моря цей показник може виявитися вище. Виходячи з очікуваного видобутку 250 млн т на рік, в цілому по Каспію втрати складуть до 33 тис. т в рік. Велика частина забруднення припадає на Північний Каспій — близько 24 тис. т в рік.

## Попередження та ліквідація аварійних розливів нафти і нафтопродуктів
З метою попередження та ліквідації наслідків розливів нафти і захисту населення і навколишнього природного середовища від їх шкідливого впливу розроблені основні вимоги до розробки планів щодо попередження та ліквідації аварійних розливів нафти і нафтопродуктів (статей 52, 56 Закону України «Про охорону навколишнього природного середовища» (1264-12), статті 33 Закону України «Про місцеве самоврядування в Україні» (280/97-ВР), ст. 101).
Плани розробляються відповідно до чинних нормативно-правових актів з урахуванням максимально можливого обсягу розливу нафти і нафтопродуктів, який визначається для наступних об'єктів: — нафтоналивне судно — 2 танка; — нафтоналивна баржа — 50 % її загальної вантажопідйомності; — стаціонарні і плавучі видобувні установки і нафтові термінали — 1500 тонн; — автоцистерна — 100 % обсягу; — залізничний склад — 50 % загального обсягу цистерн у поїзді; — трубопровід при пориві — 25 % максимального обсягу прокачування протягом 6 годин і обсяг нафти між запірними засувками на порваній ділянці трубопроводу; — трубопровід при проколі — 2 % максимального обсягу прокачування протягом 14 днів; — стаціонарні об'єкти зберігання нафти і нафтопродуктів — 100 % обсягу максимальної місткості одного об'єкта зберігання.
Розливи нафти і нафтопродуктів класифікуються як надзвичайні ситуації та ліквідуються відповідно до законодавства України.
Залежно від обсягу і площі розливу нафти і нафтопродуктів на місцевості, у внутрішніх прісноводних водоймах виділяються надзвичайні ситуації наступних категорій: — локального значення — розлив від нижнього рівня розливу нафти і нафтопродуктів (визначається спеціально уповноваженим центральним органом виконавчої влади в галузі охорони навколишнього середовища) до 100 тонн нафти і нафтопродуктів на території об'єкта; — муніципального значення — розлив від 100 до 500 тонн нафти і нафтопродуктів в межах адміністративного кордону або розлив до 100 тонн нафти і нафтопродуктів, що виходить за межі території об'єкта; — територіального значення — розлив від 500 до 1000 тонн нафти і нафтопродуктів в межах адміністративного кордону суб'єкта України або розлив від 100 до 500 тонн нафти і нафтопродуктів, що виходить за межі адміністративного кордону; — регіонального значення — розлив від 1000 до 5000 тонн нафти і нафтопродуктів або розлив від 500 до 1000 тонн нафти і нафтопродуктів, що виходить за межі адміністративного кордону суб'єкта України;
Виходячи з розташування розливу і гідрометеорологічних умов категорія надзвичайної ситуації може бути підвищена.
З метою забезпечення запобігання нещасним випадкам і створення нормальних умов експлуатації на магістральних трубопроводах розроблені «Правила охорони магістральних трубопроводів» (Постанова Держнаглядохоронпраці України від 22 квітня 1992 № 9, в ред. Від 23.11.1994 № 61), в яких обумовлені: небезпечні фактори, облаштування трас, охоронні зони і організація та облаштування робіт в охоронних зонах.
До складу трубопроводів, на які поширюються ці правила, входять: — трубопровід (від місця виходу підготовленої до транспорту товарної продукції до місць переробки та відвантаження нафти, споживання нафтопродуктів або перевалки їх на інший вид транспорту і реалізації газу, в тому числі скрапленого, споживачам) з відгалуженнями і лупінгами, запірною арматурою, переходами через природні та штучні перешкоди, вузлами підключення насосних і компресорних станцій, вузлами пуску і прийому очисних і діагностичних пристроїв, вузлами вимірювання кількості продукції, конденсатозбірниками, пристроями для введення інгібіторів гідратоутворення, вузлами спуску продукції або продувки газопроводу; — установки електрохімічного захисту трубопроводів від корозії, лінії і споруди технологічного зв'язку, засоби телемеханіки трубопроводів; — лінії електропередачі, призначені для обслуговування трубопроводів, пристрої електропостачання і дистанційного управління запірною арматурою та установками електрохімічного захисту трубопроводів; — протипожежні засоби, протиерозійні та захисні споруди трубопроводів; — ємності для зберігання і розгазування конденсату, земляні комори для аварійного випуску продукції; — споруди лінійної служби експлуатації трубопроводів; — вздовжтрасові проїзди і переїзди через трубопроводи, постійні дороги, вертолітні майданчики, розташовані уздовж траси трубопроводу, і під'їзди до них, розпізнавальні та сигнальні знаки місцезнаходження трубопроводів, сигнальні знаки при перетинанні трубопроводами внутрішніх судноплавних шляхів; — головні і проміжні перекачують, наливні насосні і напоропоніжающіе станції, резервуарні парки, очисні споруди; — компресорні та газорозподільні станції; — станції підземного зберігання газу, нафти і нафтопродуктів; — автомобільні газонаповнювальні станції; — наливні та зливні естакади і причали; — пункти підігріву нафти і нафтопродуктів.
Небезпечні фактори.
Небезпечними виробничими чинниками трубопроводів є: руйнування трубопроводу або його елементів, що супроводжується розлітанням осколків металу і грунту; загоряння продукту при руйнуванні трубопроводу, відкритий вогонь і термічний вплив пожежі; вибух газоповітряної суміші; обвалення і пошкодження будівель, споруд, установок; знижена концентрація кисню; дим; токсичність продукції.
Для унеможливлення пошкодження трубопроводів (при будь-якому вигляді їх прокладки) встановлюються охоронні зони: вздовж трас трубопроводів, які транспортують нафту, природний газ, нафтопродукти, обмеженої умовними лініями, що проходять в 25 метрах від осі трубопроводу з кожного боку; вздовж трас трубопроводів, які транспортують зріджений нафтовий газ, нестабільні бензин і конденсат, — у вигляді ділянки землі, обмеженої умовними лініями, що проходять в 100 метрах від осі трубопроводу з кожного боку; вздовж трас багатониткових трубопроводів — у вигляді ділянки землі, обмеженої умовними лініями, що проходять на зазначених вище відстанях від осей крайніх трубопроводів; вздовж підводних переходів — у вигляді ділянки водного простору від водної поверхні до дна, укладеного між паралельними площинами, віддаленими від осей крайніх ниток переходів на 100 метрів з кожного боку; навколо ємностей для зберігання і розгазування конденсату, земляних комор для аварійного випуску продукції — у вигляді ділянки землі, обмеженої замкнутою лінією, яка відступає від меж територій зазначених об'єктів на 50 метрів в різні боки; навколо технологічних установок підготовки продукції до транспорту, головних і проміжних перекачувальних і наливних насосних станцій, резервуарних парків, компресорних і газорозподільних станцій, вузлів вимірювання продукції, наливних і зливних естакад, станцій підземного зберігання газу, пунктів підігріву нафти, нафтопродуктів — у вигляді ділянки землі, обмеженого замкнутої лінією, яка відступає від меж територій зазначених об'єктів на 100 метрів в різні боки.
В охоронних зонах трубопроводів забороняється проводити будь-якого роду дії, що можуть порушити нормальну експлуатацію трубопроводів або привести до їх пошкодження, зокрема:
а) переміщати, засипати і ламати розпізнавальні і сигнальні знаки, контрольно — вимірювальні пункти;
б) відкривати люки, хвіртки і двері необслуговуваних підсилюючих пунктів кабельного зв'язку, огорож вузлів лінійної арматури, станцій катодного і дренажного захисту, лінійних і оглядових колодязів та інших лінійних пристроїв, відчиняти і зачиняти крани і засувки, відключати або включати засоби зв'язку, енергопостачання та телемеханіки трубопроводів;
в) влаштовувати всякого роду звалища, виливати розчини кислот, солей і лугів;
г) руйнувати берегоукріплювальні споруди, водопропускні пристрої, земляні та інші споруди (пристрої), що оберігають трубопроводи від руйнування, а прилеглу територію і навколишню місцевість — від аварійного розливу транспортується продукції;
е) розводити вогонь і розміщувати будь-які відкриті або закриті джерела вогню.
В охоронних зонах трубопроводів без письмового дозволу підприємств трубопровідного транспорту забороняється:
а) зводити будь-які будівлі та споруди;
б) висаджувати дерева і чагарники всіх видів, складувати корми, добрива, матеріали, сіно і солому, розташовувати конов'язі, утримувати худобу, виділяти рибопромислові ділянки, проводити видобуток риби, а також водних тварин і рослин, влаштовувати водопої;
в) споруджувати проїзди і переїзди через траси трубопроводів, влаштовувати стоянки автомобільного транспорту, тракторів і механізмів, розміщувати сади і городи;
г) виробляти меліоративні земляні роботи, споруджувати зрошувальні і осушувальні системи;
д) виробляти всякого роду відкриті і підземні, гірські, будівельні, монтажні та вибухові роботи, планування грунту (Письмовий дозвіл на виробництво вибухових робіт в охоронних зонах трубопроводів видається тільки після подання підприємством, що виробляє ці роботи, відповідних матеріалів).